# 士貴智志
士貴 智志（しき さとし、1970年11月20日 - ）は、日本の漫画家。愛知県春日井市出身。

## 来歴
享栄高等学校卒業後、同人仲間とともに上京し、1991年『コミックGENKi』掲載の「罪と罰」で商業誌デビュー。2013年現在『月刊少年シリウス』にて「進撃の巨人 Before the fall」、『電撃マオウ』にて「ペルソナ×探偵NAOTO」を連載中。
同人誌も執筆しており、同人サークル「WRENCH STUDIO（一般向）」「PIGGSTAR（成年向）」「PIGGSTAR ONLINE（成年向）」を主宰している。

## 作品リスト

### 漫画
- 罪と罰（1991年、『コミックGENKi』、角川書店）
- RIOT（『ウルトラジャンプ』、集英社）
- RIOT OF THE WORLD（『ウルトラジャンプ』、集英社）
- 神・風（1997年、『月刊アフタヌーン』、講談社）
- みんみんミント（2000年、『アフタヌーンシーズン増刊』、講談社）
- アイ〜光と水のダフネ〜（『ヤングキングアワーズ』、少年画報社）
- XBLADE（2007年、『月刊少年シリウス』、講談社、原作：イダタツヒコ）
- 69（『月刊コミックドラゴン』、富士見書房）
- 幻獣坐（2011年、『月刊少年ライバル』、講談社、原作：三雲岳斗）
- べつあに!（『コミックZERO-SUM増刊WARD』、一迅社）
- ペルソナ×探偵NAOTO（2013年、『電撃マオウ』、角川書店、ストーリー原案：間宮夏生、原作：ATLUS）
- 進撃の巨人 Before the fall（2013年 - 2019年、『月刊少年シリウス』、講談社、原作：諫山創、小説版原作：涼風涼 小説版キャラクター原案：THORES柴本）
- どろろと百鬼丸伝（2018年 - 連載中、『チャンピオンRED』、秋田書店、原作：手塚治虫）
- 爆宴-BAKUEN-（2020年 - 2021年、『月刊少年シリウス』、講談社、原作：イダタツヒコ）
- 悪魔公女（『月刊少年シリウス』2022年7月号[2] - 2024年7月号[3]、講談社、原作：春の日びより、小説版キャラクター原案：海鵜げそ）
- キャシャーンR（『チャンピオンRED』2023年11月号[4] - 、秋田書店、原作：タツノコプロ、脚本：日暮茶坊）

### イラスト・挿絵作品
- シャドウランシリーズ
  - シャドウランリプレイ
  - シャドウラン東京ソースブック（カバーイラスト）
  - シャドウランがよくわかる本
  - MEGA-CDゲーム（キャラクターデザイン）
- 三国志大戦
- 覚醒のハーミット（2007年、ドラマCD）イラスト

### アニメ
- メタルハザード夢幻（キャラクター原案）